# انصرافية أخلاقية
الانصرافية الأخلاقية هي الرأي القائل بأنه لا توجد مبادئ أخلاقية وأن الحكم الأخلاقي يمكن تحققه فقط في حالة إقرار المرء لحالات محددة، سواءٌ أكانت حقيقية أو متخيلة. ويأتي هذا الرأي ليقف موقفًا مناقضًا كليًا مع النظريات الأخلاقية الشهيرة الأخرى، مثل الأخلاق الواجبة أو النفعية. وفي السابق، كان المتخصصون يؤكدون أن الأفراد لديهم مجموعة من الواجبات (يجب اعتبارها أو احترامها)؛ وفي اللاحق أصبح ينبغي على الأفراد احترام ما يسبب سعادة الآخرين أو احترام ما يفضلونه في إطار الأفعال التي يقومون بها. وعلى النقيض من ذلك، فإن الانصرافية تؤكد على أنه لا توجد مبادئ مهيمنة قابلة للتطبيق في كل حالة، أو يمكن تجريدها لتُطبق على كل حالة.ز
وطبقًا للانصرافية، والتي تحظى على نحو بالغ بدفاع جوناثان دانسي، ينبغي فهم المعرفة الأخلاقية على أنها معرفة القواعد العامة المتعلقة بالأخلاق التي لا تعتبر مبادئ، والتي تتميز بحلول خاصة يمكن أن يعتمد التمثيل عليها في الحالات الجديدة.
وقد صاغ ريتشارد ميرفين هير مصطلح «الانصرافية» (particularism) للدلالة على هذا الرأي في عام 1963 (Freedom and Reason, Oxford: Clarendon, p. 18).
وقد دافع كاستانهيرا نيفيز عن وجهة نظر متوافقة إلى حد كبير مع هذا القانون في عمل كبير صدر عنه في عام 1967.

## [1]
- Hooker B, Little MO (eds.) (2001) Moral particularism. OUP
- Dancy, Jonathan (2004). Ethics without principles, أكسفورد: مطبعة جامعة أكسفورد.

## وصلات خارجية
- Dancy, Jonathan (2005). "Moral particularism", in Stanford Encyclopedia of Philosophy.